# 1983年孤儿药法案
《1983年孤兒藥法案》（英語：Orphan Drug Act of 1983）是由美國通過的一項法律，旨在促進孤兒藥的開發；孤兒藥指的是用於治療罕見病的藥物，例如亨丁頓舞蹈症、肌陣攣、漸凍人症、妥瑞症、肌肉萎縮症等，而這些疾病會影響少數居住在美國的人。 被定義為孤兒藥並不代表該治療方案安全有效或在美國境內可以合法生產及銷售，該程序應由美國食品藥品監督管理局的其他辦公室負責；相反，贊助者只能有資格從聯邦政府這裡獲取一些相應優待，例如市場獨佔權或減稅等。
1982年，由罕見病患者的家屬及支持者們所組成的美國罕見病組織及其他聯盟，他們呼籲修改立法以促進孤兒藥及其他治療罕見病藥物的研發。 他們成功讓美國國會在1983年年初通過了本法案。 在法案通過之前，美國國內只有38種孤兒藥獲得批准；而到了2014年，“涵蓋468種病症的373種藥物已獲批准”。 部分因為《1983年孤兒藥法案》的影響，日本和歐洲聯盟也分別於1993年和2000年採用了類似法律。

## 立法背景

### 問題浮現
作為《聯邦食品、藥品和化妝品法案》修正案的《基福弗－哈里斯修正案》在1962年獲得通過，該修正案原本用於針對沙利竇邁所造成的“反應停事件”。根據《基福弗－哈里斯修正案》，所有在美國批准銷售的藥物都必須通過嚴格的科學研究證明是安全有效的。雖然這項立法提高了藥物安全性，但也大大增加了與開發新藥的相關成本。製藥公司對此的反應便是專注於開發常見疾病的治療方法，以最大限度地收回研發成本並獲取可觀利潤。而造成的結果便是導致罕見病由於經濟潛力低而在很大程度上被忽視，也因此被稱為“孤兒”。常見病與罕見病藥物之間的研發差距最終擴大到一些罕見病（如克隆氏症、麻風病等）幾乎沒有或根本沒有治療方法的地步。

### 關鍵問題
孤兒藥的研發通常也遵循其他藥品相同的監管開發程序，其中需要測試的重點是藥物代謝動力學、藥物效應動力學、藥劑量滴定、穩定性、安全性和有效性。然而，為了保持孤兒藥研發發展勢頭，一些統計要求被適當降低。例如，孤兒藥規章普遍承認孤兒藥在第Ⅲ期臨床試驗中可能無法達到測試1,000名患者的標準，因為受相關疾病影響的人數可能少於該數量門檻。
根據孤兒藥的定義，其潛在應用市場規模是非常小的，因此經濟前景非常不被看好。正因為製藥商基本是無利可圖，所以需要政府來干預以刺激製藥商來解決孤兒藥的研發、生產等問題。
政府在其中可以採取的干預措施包括但不限於如下方法：
- 稅收減免優惠；
- 加強專利權及銷售市場的保護；
- 臨床研究補貼；
- 建立國有企業從事研發。

## 立法經過
罕見病患者所遭遇的困境在1970年代到1980年代成為美國的一個重要政治議題，美國政府也受到了諸如美國罕見病組織及其他許多行動組織的壓力。
該法案（H.R. 5238）的主要發起人是美國眾議院裡加利福尼亞州民主黨眾議員亨利·韋克斯曼， 他當時是眾議院能源與商業委員會下轄健康和環境小組委員會的主席。它於1982年12月14日在眾議院獲得通過，並於同年12月17日在參議院以同樣的方式獲得通過。1983年1月4日，羅納德·雷根總統將本法案簽署為正式法律。
根據《孤兒藥法案》，如果某種藥物、疫苗和診斷試劑旨在治療影響不到200,000名美國公民的疾病，則它們將有資格獲得孤兒藥資格。而為了鼓勵孤兒藥的研發，《孤兒藥法案》包含了多項激勵措施，例如：給予開發孤兒藥的製藥公司七年的市場獨佔權；抵扣相當於研發成本一般的企業稅（後改為可在藥物盈利年份應用15年結轉和3年退算的稅收優惠）；藥物開發補貼，以及增加獲得試驗性新藥計劃資格的機會。後續該法案也進行了修訂，免除了本應依據《處方藥使用者付費法》而繳納的費用。
而在上述這些激勵措施裡，市場獨佔權對製藥公司特別有吸引力。七年的市場獨佔期與傳統的專利保護期並不一樣，因為這個獨佔期要從美國食品藥品監督管理局正式批准該藥物上市之後才會開始計算，而且它與該藥物的專利狀態保持獨立。此外，如果競爭對手希望針對相同適應症推出某種藥物，那麼這家製藥商有義務證明其藥物在針對其感興趣的罕見病現有藥物在治療上具有優越性（例如：更強的藥效或更低的毒副作用等）。這種激勵措施為有興趣為任何特定罕見病開發產品的公司創造了一個有吸引力的壟斷市場。
電視史學家兼AllMovie撰稿人哈爾·埃里克森則將《孤兒藥法案》的通過歸功於電視劇《法醫昆西》中的“偶爾沉默，從未聽說（Seldom Silent, Never Heard）”和“想我展示你的弱點（Give Me Your Weak）”兩集內容，上述兩集於1981年及1982年在美國首映。 甚至該劇的演員傑克·克盧格曼甚至還就孤兒藥問題在美國國會上作證。

## 立法效果
製藥公司方面幾乎都認為《孤兒藥法案》是成功的。 在美國國會於1983年頒布《孤兒藥法案》之前，美國政府僅僅批准了38種孤兒藥用於治療罕見病。而在法案通過後，僅在1983年到2015年期間內，美國食品藥品監督管理局就批准了552種孤兒藥上市，同時還有3,633種化合物獲得了孤兒藥地位。並截至2010年，大約7,000種美國官方認定的罕見病已有200種可以治療。 包括輝瑞在內的大型製藥公司或設立專門孤兒藥研發部門，或投入更多的研發精力到孤兒藥上。
但是也有很多批評家質疑針對孤兒藥的立法是否真正促進了孤兒藥的研發，他們認為許多新藥的研發本來就在針對正在研究的疾病，因而無論是否專門立法都會開發藥物；同時他們還懷疑《孤兒藥法案》是否確實刺激了那些真正非營利類藥物的生產。並且，《孤兒藥法案》還因為允許一些製藥公司從那些市場規模小罕見病藥物市場販售高價孤兒藥而飽受批評。儘管法案立法原意是授予那些盈利能力“沒有合理預期”藥物以孤兒藥地位，但事實上是一些孤兒藥已經攫取了巨額淨利潤和或實現了廣泛使用。 2013年11月，《西雅圖時報》在論及《孤兒藥法案》頒布後的利潤問題，引述了以下發言：
|                                           | （製藥）行業利用激勵措施收取超額利潤並獲得遠遠超過其藥物投資的意外收穫。 |
| ——亨利·韋克斯曼，《孤兒藥法案》主要倡議者 |                                                                          |

莫達非尼就曾經是一種孤兒藥，但在推出後大獲成功並成為治療其他疾病的暢銷藥物。

## 監管協調
為了減輕製藥商申請孤兒藥地位的負擔，美國食品藥品監督管理局與歐洲藥品管理局在2007年年底同意兩個機構將採用共同的申請流程。但是，針對孤兒藥地位的審批將依舊保持兩個機構的獨立。

## 延伸閱讀
- 羅納德·雷根. . 華盛頓特區: 國家檔案和記錄管理局: 9–10. 1983-01-04  [2022-11-03] –互聯網檔案館.

- . 美國食品藥品監督管理局. 2022-10-14  [2022-11-03]. （原始内容存档于2022-12-14）.